# Абданк (герб)
Герб Габданк нем. Hab’dank цистерцианского аббатства (в ином варианте именуется пол. Abdank — герб Абданк; имеет несколько вариаций) — польский дворянский герб периодов Польского королевства и Польско-Литовского союза, впервые упоминаемый в качестве польского дворянского герба в 1212 году и включает 434 рода, некоторые из которых включены в Общий гербовник дворянских родов Российской империи.

## История

### Легенда
В первый раз войсковое знамя с эмблемой «W» (ленкавица) было использовано в XII веке фамилией Скубов, от которых произошли Скарбеки и многие другие роды. Один из представителей семьи был отправлен в качестве посла Польши королём Болеславом Кривоустым к германскому императору Генриху V. Когда во время одной из встреч германский император показывал свои сокровища послу и, гордясь ими, отзывался не совсем лестно о Польше, Скарбек снял со своей руки золотое кольцо и со словами «золото к золоту, а мы велики в крепкой любви и железной воле к победе» бросил его в сокровищницу, за что Генрих поблагодарил его словами нем. Habe dank. В память об этом случае знамени Скарбека было дано название «Габданк», которое впоследствии стало называться и «Абданк».
После смерти святого Станислава некоторые роды гербов Абданк (Awdańcy) участвовали в походах с Болеславом Смелым, а затем эмигрировали в Венгрию.

### Ранние упоминания
Вначале это была эмблема цистерцианского аббатства в Могиле (Краков) «нем. Kloster Mogila» (Clara Tumba), которая, по сообщениям Мартина Кромера (1512—1589), была использована одним из командиров при завоевании Померании во времена царствования Болеслава (пол. Bolesława Krzywoustego), посла Чехии — Яна Скарбека (Jan Skarbek) с Горы (Góry, Силезия), который был связан с цистерцианским аббатством в Копшивнице (пол. Koprzywnica). Первоначально герб назывался по-немецки Hab’dank, а в промежутке XI—XII веков принимает несколько изменённые виды Абданка — Abdank, Audaniec и Abdaniec, что в названиях отражает древнюю латынь лат. audentius — в значении «смелый», и скандинавский диалект во фразе «Audun od audr», где auda — клад. От Яна и происходят фамильные рода Скарбеков (Skarbek) и Скарбимиров (Skarbimir), разделившиеся на различные ветви.
В Польше этот герб упоминается начиная с 1212 года (у крушвицкого каштеляна лат. Lupus), в 1228 году — у сандомирского воеводы из Пакослава (пол. Pakosław), Равичского повята, в 1243 году — у Михаила (лат. Michael) кастеляна Кракова, в 1343 году — у калишского судьи Добиеслава пол. Dobiesław, упоминается в письменных источниках 1402 года. Помимо калишской земли упоминается и на земле сандомирской.
В 1359 году в войне против Валахии в лесах Полонины (Płoniny, Нижняя Силезия) польская армия терпит поражение и Абданк попадает в руки врага.
В 1413 году герб Абданк попадает в Литву (утверждается в качестве фамильного герба Яна Гаштольда лит. Jonas Goštautas, который затем был принят Петром из Widawy и Яковом (Jakub) из Rogoźna).

## Описание герба
Состоит из двух серебряных стропил со срезанными донцами, обращённых вершинами вниз и соединённых между собой наподобие буквы W или в виде «папской буллы». Поле красное. В нашлемнике над короной повторяется та же эмблема. В первый раз знамя это было усвоено в VIII веке фамилией Скубов. От этого же рода произошли Скарбеки, из которых один был отправлен королём Польским Болеславом Кривоустым в качестве посла к германскому императору Генриху.
К этому гербу приписано много польских фамилий, и в повторении в нём буквы V некоторые историки и геральдики хотят видеть как бы начальные буквы четырёх слов: Veritas, Victoria, Virtus et Vita, то есть истина, победа, добродетель и жизнь. Чтобы показать ещё яснее, что храбростью приобретено право на такой герб, некоторые фамилии изображают в нашлемнике льва, который и держит Абданк.
Герб Абданк встречается на знамёнах и в гербах династий по фамилии:
- Сырокомля;
- Дембно;
- Ильговский;
- Кроква
- Правита
- Халецкий.

В русских гербах знамя Абданк есть у Воеводских (Грб. VI, 93; VII, 50); Волынских (VI, 19); Мельницких (IX, 10); князей Путятиных(VIII, 2).

### Вариации именования герба
Герб Абданк имеет множество фамильных вариаций и названий, которые могли быть изменёнными при регистрации нового рода или записи в тот или иной гербовый союз:
Abdaniec, Abdanek, Abdank, Avdank, Awdancz, Awdaniec, Białkotka, Biłkotka, Czelejów, Habdaniec, Habdank, Haudaniec, Hawdaniec, Hebdank, Łąkotka, Łękawa, Łękawica, Skuba, Szczedrzyk.

### Родственные ответвления
У герба есть множество ответвлений, но все они объединены символом «W», которых насчитывается около 18.
- Абданк
- Дембно
- Сырокомля
- Халецкий
- Солтан
- Кроква
- Ильговский
- Скарбек
- Войниловичи

## Известные представители герба
- Гетман Украины Богдан Хмельницкий

## Герб используют
Абакановичи (Abakanowicz), Абчинские (Abczynski), Абламовичи (Ablamowicz), Абрамовичи (Abramowicz, Abramowicz Skarbek), Абзолтовские (Абжалтовские, Abzoltowski, Abzaltowski), Акаевичи (Akajewicz), Андроновичи (Andronowicz), Анкевичи (Ankiewicz), графы и дворяне Анквичи (Ankwicz, Anquicz, Ankwitz, Ankwicz z Poslawic Skarbek), Анушкевичи (Anuszkiewicz), Баландовичи (Balandowicz), Банковские (Bankowski), Бардзинские (Bardzinski), Барташевичи (Bartaszewicz), Бончацкие (Baczacki), Бондзынские (Badzynski), Бейнаровичи (Bejnarowicz), Бельгарды (Belgard), Бенькевичи (Benkiewicz), Бешевские (Beszewski), Бейнарты (Beynart), Бялобржевские (Bialobrzewski, Bialobrzeski), Бялопётровичи (Bialopiotrowicz), Бялоскурские (Bialoskorski), Белецкие (Bielecki), Биленские (Bilenski), Белинские (Билинские, Bielinski, Bilinski), Блещевские (Bleszczewski), Блашковские (Blaszkowski), Бложеевские (Blozejewski), Богуцкие (Bogucki), Богуславские (Boguslawski), Болинские (Bolinski), Борек (Borek), Боровские (Borowski), Боровые (Borowy), Боржиковские (Borzykowski), Боржиминские (Borzyminski), Боржимские (Borzymski), Брам (Bram), Бучацкие (Buczacki), Будзишевские (Budziszewski), Быстржейовские (Bystrzejoski, Bystrzejowski), Бышовские (Byszowski), Целинские (Celinski), Хамцы (Chamiec), Хоенские (Хоинские, Chojenski, Choinski), Хорынские (Chorynski), Хоржевские (Chorzewski), Цеклинские (Cieklinski, Ceklinski), Чахоровские (Czachorowski), Чахорские (Czahorski), Чарковские (Czarkowski), Чарновские (Czarnowski), Челятыцкие (Czelatycki), Чешав (Czeschaw), Домбровские (Dabrowski), Дембинские (Debinski), Дземидович (Dziemidowicz), Длоло (Длото, Dlolo, Dloto), Длуто (Dluto), Добошинские (Doboszynski), бар. Долинянские (Dolinianski), Довгялло (Dowgialo), Довгяловичи (Dowgialowicz), Дудковичи (Прондницкие, Dudkowicz, Pradnicki), Дуниковские (Dunikowski), Двораковские (Dworakowski), Эйгирд (Eygird), Гамбаржевские (Гамбаржовские, Gambarzewski, Gambarzowski), Гастольды (Гаштольды, Gastold, Gasztold), Гембаржевские (Gembarzewski), Гинц (Ginc), Голуб (Golub,Holub), Горские (Гурские, Gorski), Грохольские (Grocholski), Габданские (Habdanski), Ганкевичи (Hankiewicz), Гарабурда (Haraburda), Громыки Скарбек (Hromyka Skarbek), Ильковские (Ilkowski), Якушевские (Jakuszewski), Янкевичи (Янквичи, Jankiewitz, Jankiewicz), Янквиц (Jankwicz), Яновские (Janowski), Язловецкие (Jazlowiecki), Едленские (Jedlenski), Юзефовичи (Jozefowicz), Югошевские (Jugoszewski), Юрковские (Jurkowski), Качицкие (Kaczycki), Каимир (Kaimir), Карницкие (Karnicki), Карсецкие (Karsiecki), Карские (Karski), Казимир (Kazimir), Кенсицкие (Kesicki), Келчевские (Келчовские, Kielczewski, Kielczowski), Клёновские (Klonowski), Кобылинские (Kobylinski), Коцельские (Kocielski), Колачковские (Kolaczkowski), Коморовские (Komorowski), Конарские (Konarski), Коплевские (Koplewski), Копорские (Koporski), Корженские (Korzenski), Коржибские (Korzybski), Коссовские (Kossowski), Котарбские (Kotarbski), Ковальские (Kowalski), Козицкие (Kozicki), Козетульские (Kozietulski, Koziotulski), Козубские (Kozubski), Кробановские (Krobanowski), Кроквы (Krokwy), Кросневские (Krosniewski), Крушевские (Kruszewski), Крживинские (Krzywinski), Кржижанковские (Krzyzankowski), Куминские (Kuminski), Куницкие (Kunicki), Куржонтковские (Kurzatkowski), графы и дворяне Лещинские (Leszczynski, Leszczynski Skarbek), Левиковские (Lewikowski), Левковичи (Lewkovichi), Лидзбинские (Lidzbinski), Лозинские (Lozinski), Липские (Lipski), Любянские (Lubianski), Любятовские (Lubiatowski), Ласицкие (Lasicki), Лубницкие (Lubnicki), Маховские (Machowski), Магнуские (Magnuski), Мальчевские (Malczewski), Малеховские (Malechowski), Малиновские (Malinowski), Мяновские (Mianowski), Мечиковские (Mieczykowski), Метельские (Mietelski), Миколаевские (Mikolajewski), Милеховские (Milechowski), Милевские (Milewski), Милковские (Milkowski), Млынковские (Mlynkowski), Мнишковские (Mniszkowski), Мочульские (Moczulski), Нарбуты (Narbut), Оборницкие (Obornicki), Оборские (Oborski), Одеховские (Odechowski), Опоровские (Oporowski), Орликовские (Orlikowski), Осецкие (Osiecki), Оссовские (Ossowski), Ощепальские (Oszczepalski), Палишевские (Paliszewski), Пашковские (Пасковские, Paskowski, Paszkowski), Пенкославские (Pekoslawski, Pekoslawski Skuba), Петровские, Пичковские (Piczkowski), Петрашкевичи (Pietraszkiewicz), Петрашевские (Piotraszewski), Пиотровские (Петровские, Piotrowski), Пивка (Piwka), Пневские (Pniowski), Поморские (Pomorski), Посадовские (Posadowski), Проболовские (Probolowski), Прондницкие (Pradnicki), Пржеборовские (Пржиборовские, Przeborowski, Przyborowski), Пржезвицкие (Przezwicki), Псарские (Psarski), Пучневские (Puczniewski), Пукошек (Pukoszek), Радлицкие (Radlicki), Радонские (Радунские, Radonski Skarbek, Radunski), Радзановские (Radzanowski, Radzanoski), Радзёнтковские (Radziatkowski), Райковские (Rajkowski), Раймиры (Rajmir, Raymir), Расевичи (Rasiewicz), Ратовские (Ratowski), Разеки (Ражеки, Razek), Реговские (Regowski), Рековские (Rekowski), Рогоские (Rogoski), Роговские (Rogowski), Рогозинские (Rogozinski), Рогуские (Roguski), Рокуци (Rokuc), Рудзские (Rudzki na Rudkach, Rudzki Skarbek), Ржечицкие (Rzeczycki), Салявы (Salawa), Щиенские (Sczyienski), графы и дворяне Скарбек (Skarbek), Скарбек Громыки (Skarbek Chromyka), Скорашевские (Скорошевские, Skoraszewski, Skoroszewski), Скубы (Skuba), Сланки Скарбек (Слонки, Slanka Skarbek), Сляские (Slaski), Сломка-Скарбек (Slomka Skarbek), Сломовские (Slomowski), Сломские (Slomski), Сопоцько (Sopocko, Sopotsko) Слупские (Slupski), Слыши (Slysz), Соколы (Sokol), Сокульские (Sokulski), Староседлиские (Starosiedliski), Старосельские (Starosielski), Старские (Starski), Стпичинские (Stpiczynski), Суходольцы (Suchodolec), Суходольские (Suchodolski), Свошевские (Свошовские, Swoszewski, Swoszowski), Щиенские (Szczyjenski), Шепиги (Szepig), Шоха (Szocha), Шульцы (Szulc), Шумковские (Szumkowski), Снятковские (Sniatkowski), Свирновские (Swirnowski), Тафиловские (Tafilowski), Телятыцкие (Целятыцкие, Telatycki, Cielatycki), Тельшевские (Telszewski), Точиловские (Toczylowski), Точильские (Toczylski), Точинские (Toczynski), Точиские (Toczyski), Трачевские (Traczewski), Трафиловские (Trafilowski), Трояны (Trojan), Тржебинские (Trzebinski, Trzebinski Szylchra), Творовские (Tworowski), Творжанские (Tworzyanski), Устарбовские (Ustarbowski), Вараковские (Warakowski), Варшицкие (Warszycki), Вашицкие (Waszycki), Ваты (Wat), Ватыли (Watyl) Ватрашевские (Watraszewski), Важенские (Wazenski), Важинские (Wazynski, Wazynski Skarbek), Вонвельские (Wawelski), Видавские (Widawski), Велобыцкие (Wielobycki), Вержбы (Wierzba), Висерские (Wiserski), Вишоватые (Wiszowaty), Водзиновские (Wodzinowski), Войчинские (Wojczynski, Woyczynski), Войдаг (Войдак, Wojdag), Военковские (Wojenkowski, Woienkowski), Воеводские (Воевудзские, Wojewodzki), Волчек (Wolczek), Волынские (Wolynski), Войчинские Скарбек (Woyczynski Skarbek), Вощинские (Woszczynski), Выговские (Wychowski, Wyhowski), Выславские (Wyslawski), Завадзкие (Завадские, Zawadzki), Зелянтковские (Zelantkowski), Зытынские (Житинские, Zytynski).
- Абданк изменённый (Abdank odmienny, Habdank, Awdaniec): Бейнарты (Bejnart, Beynart), Бялоскурские (Bialoskorski), Боленские (Bolenski), Боржимские (Borzymski), Халецкие (Chalecki), Чахорские (Czahorski), Довгяло (Dowgialo), Довгяловичи (Dowgialowicz), Двораковские (Dworakowski), Эйгирд (Eygird), Гамбаржевские (Gambarzewski), Гембаржевские (Gembarzewski), Горские (Gorski), Громыка (Hromyka), Илговские (Ilgowski), Качицкие (Kaczycki), Каймиры (Kajmir), Коплевские (Koplewski), Крушевские (Kruszewski), Крживинские (Krzywinski), Ласицкие (Lasicki), Маховские (Machowski), бар. Посадовские (Posadowski), Пучневские (Puczniewski), Радунские (Radunski), Ражеки (Razek), Реговские (Regowski), Сломки (Slomka), Староседлиские (Starosiedliski), Старосельские (Starosielski), Тельшевские (Telszewski), Точинские (Toczynski), Тржебинские (Trzebinski), Устарбовские (Ustarbowski), Вараковские (Warakowski), Важинские (Wazynski), Велобыские (Wielobyski), Войцех из Уржедова (Wojciech z Urzedowa), Войчинские (Wojczynski), Волынские (Wolynski), Выковские (Wykowski).
- Абданк дополненный (Abdank z przydatkiem): Эйгирды (Eygird).
- Абданк II (Machowski): Бялоскурские, Маховские (Machowski).
- Абданк II изм. (Awdaniec): Личбинские (Liczbinski).
- Абданк III: Тржебинские (Trzebinski).

Примечание: идентичность фамилии не означает обязательную принадлежность к дворянству (шляхте), так как одну и ту же фамилию могли носить представители разных сословий, в том числе и недворяне. 

### Поселения с элементами герба Абданк
Герб Абданк сохранил своё изображение в символике многих городов и небольших селений Польши, Украины и Белоруссии. Это Рожнятов — посёлок городского типа в Ивано-Франковской области, Обертин — посёлок городского типа между Ивано-Франковском и Коломыей, также белорусские города Воложин в Минской области, Ветка в Гомельской области, посёлок городского типа Вороново в Гродненской области, польская деревня Бирча до 1947 года и т. д.